# Bart Boom
Bart Boom (* 2. Januar 1972 in Enter) ist ein ehemaliger niederländischer Straßenradrennfahrer.
Bart Boom gewann 1998 die PWZ Zuidenveld Tour und er wurde Zweiter bei der Ronde van Overijssel hinter dem Dänen Tayeb Braikia. Im nächsten Jahr gewann er das Amateurrennen bei Rund um Köln. In der Saison 2000 gewann er die Ronde van Overijssel und er war bei Zand en Veen Rondomme erfolgreich. Im Jahr 2005 konnte er die PWZ Zuidenveld Tour für sich entscheiden und er wurde Dritter bei der niederländischen Meisterschaft für Amateurfahrer. In den Jahren 2006 und 2007 fuhr Boom für das niederländische Continental Team Löwik Meubelen.
Bart Boom ist der Sohn des Radrennfahrers und Steher-Weltmeisters Albertus Boom.

## Erfolge
2000
- Ronde van Overijssel

## Teams
- 2006 Löwik Meubelen
- 2007 Löwik Meubelen